# Microrhodopina flavescens
Microrhodopina flavescens là một loài bọ cánh cứng trong họ Cerambycidae.